# Dmitri Stepanowitsch Schewtschenko
Dmitri Stepanowitsch Schewtschenko (russisch Дмитрий Степанович Шевченко; * 13. November 1967 in Moskau, damalige Sowjetunion) ist ein ehemaliger sowjetischer, später russischer, Fechter und Olympiasieger mit dem Florett.
Dmitri Schewtschenko ist Absolvent der Russischen Staatlichen Akademie für Körperkultur und startete für den zentralen Armeesportklub Moskau (ZSKA Moskau). Er ist 1,94 m groß und wog zu seiner Zeit als Aktiver 96 kg. 1987 machte Schewtschenko zum ersten Mal international auf sich aufmerksam, als er die Juniorenweltmeisterschaft im Florettfechten gewann. Schon zwei Jahre später bei den Fechtweltmeisterschaften 1989 sicherte er sich seinen ersten Titel bei den Aktiven, als er mit der sowjetischen Mannschaft (Romankow, Schewtschenko, Holubyzkyj, Korezki und Məmmədov) siegte. 1995 – für Russland startend – gewann er im Einzel und wurde Vizeweltmeister mit der Mannschaft (Schewtschenko, Ibragimow, Mamedow, Pawlowitsch).
Schewtschenko nahm dreimal an Olympischen Spielen teil, in Barcelona 1992 focht er für das Vereinte Team, im Florett Einzel wurde er 13., mit der Mannschaft, zu der neben ihm noch Serhij Holubyzkyj, Wjatscheslaw Grigorjew, Anwar Ibragimow und İlqar Məmmədov gehörten, belegte er Platz fünf. Vier Jahre später bei den Spielen in Atlanta gelang ihm sein größter Erfolg. Im Einzel noch auf Rang 17, siegte er gemeinsam mit Mamedow und Pawlowitsch im Mannschaftskampf. Mit 32 Jahren gewann Schewtschenko bei seiner dritten Teilnahme an Olympischen Spielen im Jahr 2000 in Sydney die Bronzemedaille im Einzel, die russische Mannschaft belegte Platz acht.
Weitere Erfolge waren der Gewinn der Europameisterschaft 1994 und im selben Jahr der Sieg im Weltcup. Dmitri Schewtschenko wurde als Verdienter Meister des Sports ausgezeichnet.